# CQFD (journal)
Pour les articles homonymes, voir CQFD.
Ne doit pas être confondu avec Ce qu'il faut dire.
CQFD (sigle de Ce qu'il faut dire, détruire, développer, par rétroacronymie du CQFD utilisé en mathématiques) se présente comme un « mensuel de critique et d'expérimentation sociales ».

## Contenu, diffusion et financement
Fondée en 2003 autour du journaliste professionnel Olivier Cyran, transfuge de Charlie Hebdo, la rédaction de CQFD, sise à Marseille, se compose essentiellement de chômeurs et se présente comme un « mensuel marseillais d’enquête et de critique sociales ».
Ce mensuel aborde des sujets liés à la pauvreté, aux mouvements sociaux, à toutes les résistances sociales parmi les salariés, dans les périphéries urbaines et aussi dans le milieu agricole. Il présente régulièrement des expériences d'organisation nouvelle concernant les modes de vie. Il est impliqué dans la critique du capitalisme et des médias. Ses articles traitent des sujets les plus variés, locaux, nationaux ou internationaux : le chômage, les luttes sociales passées sous silence, le culte du travail, les discriminations, les expulsions, les violences policières, les faux amis, les guerres, les syndicats pro-patronaux, les usagers pris en otage, les prisons, les DRH, la croissance.
La diffusion moyenne était, en 2011[Passage à actualiser], de 6 000 exemplaires.
Sans publicité,, ne tirant ses seuls revenus que de ses ventes et de ses abonnés, la revue connaît, depuis sa création, des problèmes de financement. En novembre 2017, elle lance un appel à abonnements pour sa survie,.

## Ligne éditoriale
Les rédacteurs de CQFD se définissent eux-mêmes comme « libertaires », Lionel Raymond se disant « communiste libertaire », avec pour objectifs principaux la « contestation de l’ordre établi » et la dénonciation des injustices. Jane Weston Vauclair et David Vauclair rangent CQFD parmi « la presse alternative de la gauche radicale ». Conspiracy Watch le considère à l’extrême gauche

## Collaborateurs
Parmi les signatures, Sébastien Fontenelle, Éric Hazan, Olivier Cyran, Noël Godin ou encore Jean-Pierre Levaray. Jean-Marc Rouillan y écrit après sa mise en semi-liberté en décembre 2007.
On y trouve par ailleurs des dessins de Charb, Luz, Jul, Honoré, Tignous ou Rémi.

## Condamnation
En novembre 2003, CQFD publie un article, « Une croix-rouge sous un képi bleu », où il dénonce ce qu'il estime être une collusion entre la Croix-Rouge et la police. Le président de la Croix-Rouge, Marc Gentilini, juge insuffisante la publication qui lui est faite d'un droit de réponse et déclenche une action en justice. Le tribunal correctionnel de Paris condamne le journal à 500 euros d'amende.

## Publications
En mai 2006, CQFD créé les Éditions le Chien rouge, lesquelles publient :
- Le manifeste des chômeurs heureux, d'un collectif de chômeurs berlinois, 2006,  (ISBN 2-916542-00-0).
- En route mauvaise troupe, de Jacques Vaché, 2006,  (ISBN 2-916542-01-9).
- L'Instinct de mort, de Jacques Mesrine, 2006, (BNF 40953056).
- La ville sans nom, de Bruno Le Dantec, 2007,  (ISBN 978-2-916542-03-4).
- Dialogue entre un prêtre et un moribond, de Sade, 2007,  (ISBN 978-2-916542-04-1).
- C'est facile de se moquer, recueil de dessins de Berth, 2008,  (ISBN 978-2-9165-42-05-8).
- Barcelone, l'espoir clandestin, de Julio Sanz Oller, 2008,  (ISBN 978-2-916542-08-9).
- L'Abrégé du « Capital » de Karl Marx, de Carlo Cafiero, 2008,  (ISBN 978-2-916542-10-2).
- Vive le feu ! Affable chronique des temps sarkoziques, de Sébastien Fontenelle, 2009, (BNF 42098661).
- Sauvage !, de Rémi, 2010, (BNF 43599415).

## Mode de diffusion
CQFD utilise principalement trois modes de diffusion :
- Les Messageries lyonnaises de presse (MLP) lui permettent d'intégrer une partie des kiosques.
- Les deux autres modes de diffusion sont les abonnements et la vente directe sur les tables de presse ou pendant les manifestations[4]